# Verkehrszentrale Bremerhaven

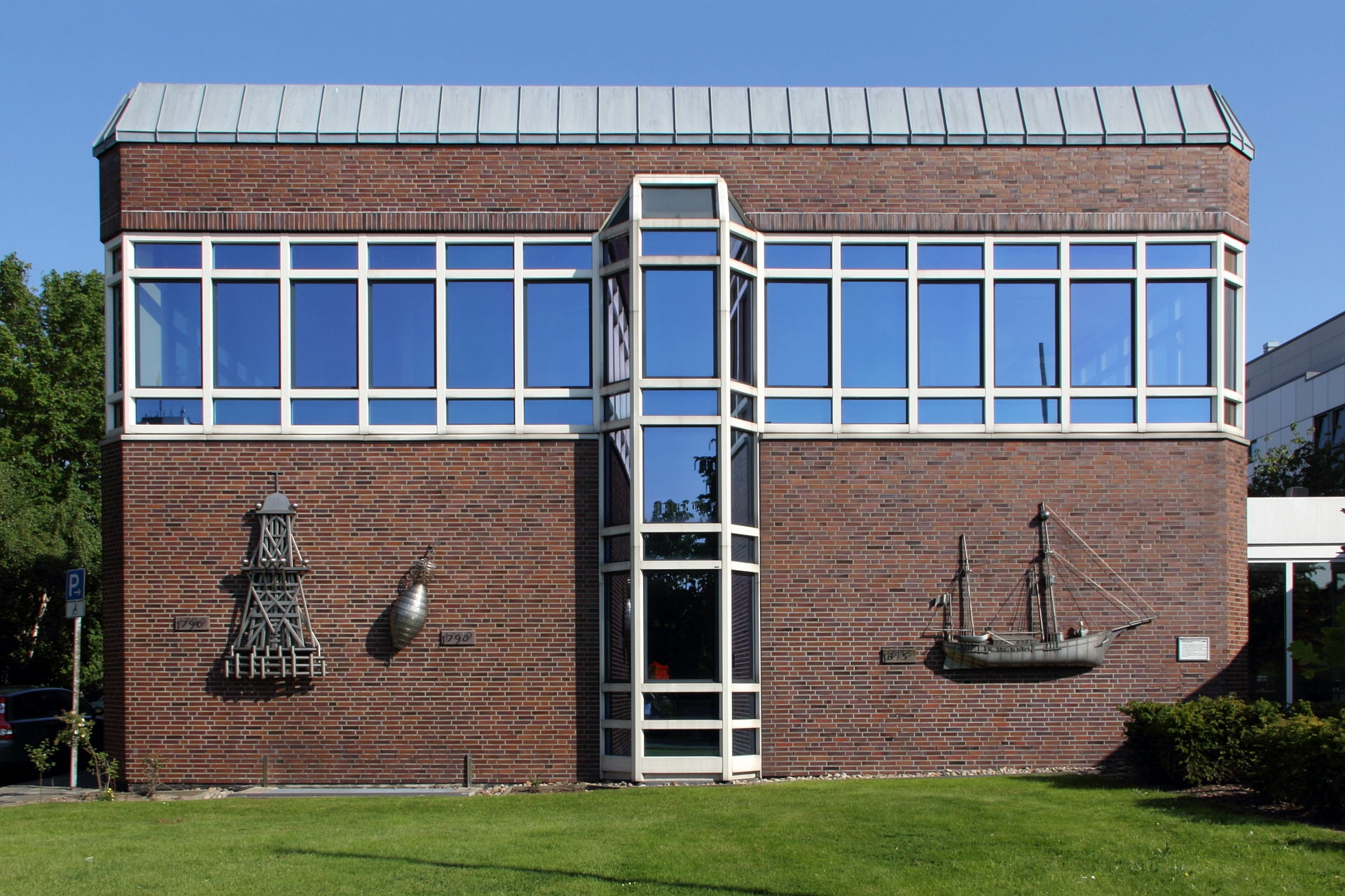
Verkehrszentrale Bremerhaven

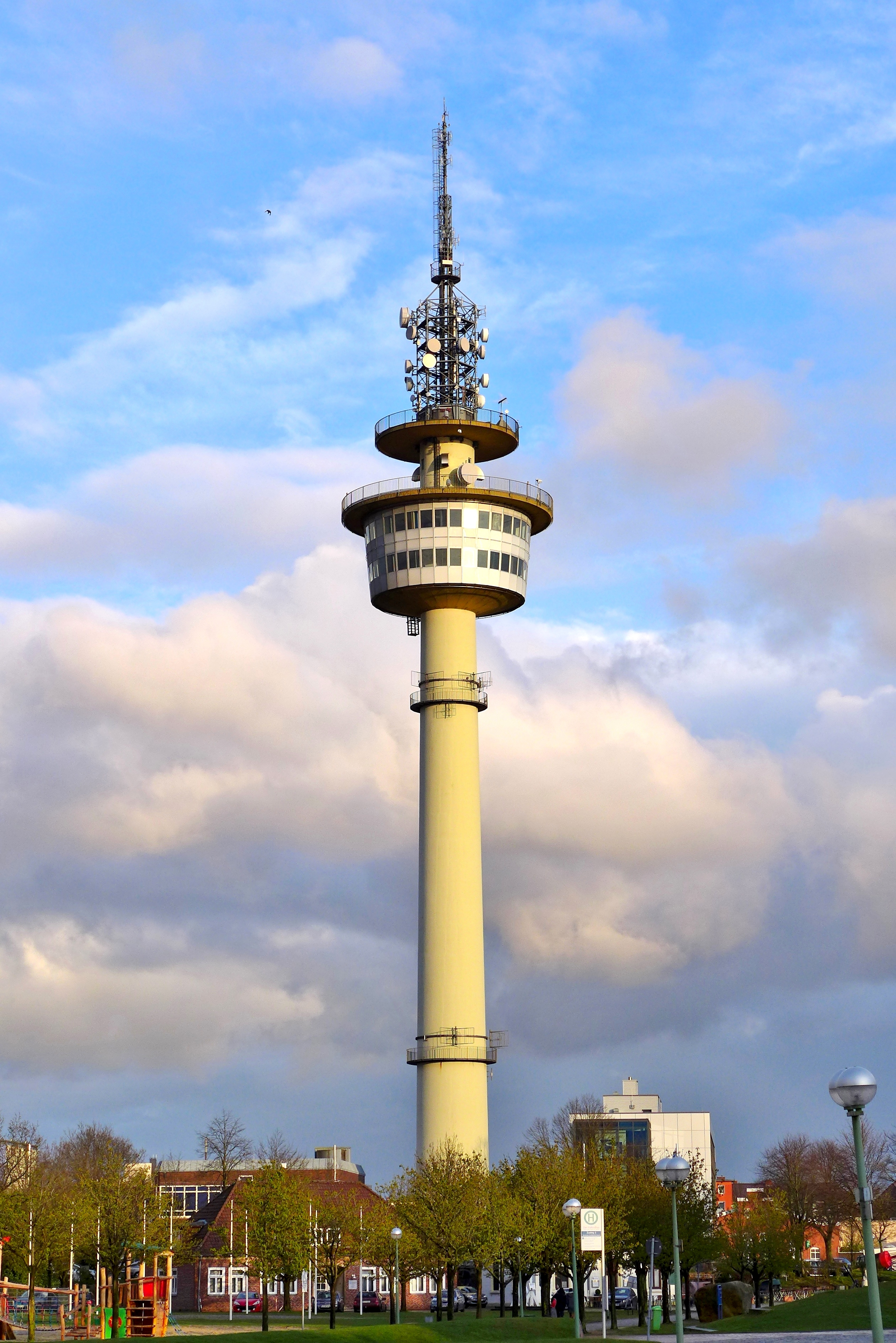
Der Richtfunkturm der Verkehrszentrale Bremerhaven

Die Verkehrszentrale Bremerhaven ist Aufgabenträger für den Schiffsverkehrsdienst VTS (Vessel Traffic Service) im Mündungsbereich der Weser. Sie ist eine von neun Zentralen der Generaldirektion Wasserstraßen und Schifffahrt (GDWS), die für die Seegebiete im deutschen Hoheitsgebiet von Nord- und Ostsee eingerichtet worden sind. Auf Grundlage der Radarüberwachung und den AIS-Informationen (Automatic Identification System) sorgen die Nautiker an den Arbeitsplätzen in Bremerhaven für einen flüssigen und reibungslosen Schiffsverkehr im Revier. Die Verkehrszentrale ist Teil des Wasserstraßen- und Schifffahrtsamtes Weser-Jade-Nordsee (WSA Weser-Jade-Nordsee). Sie befindet sich in einem an der Van-Ronzelen-Straße gelegenen Gebäude neben dem Richtfunkturm innerhalb des Gebäudeensembles des Amtes.

## Aufgaben der Verkehrszentrale
Die Hauptaufgabe der Verkehrszentrale ist die maritime Verkehrssicherung und die Umsetzung der schifffahrtspolizeilichen Aufgaben im Überwachungssektor der Wesermündung. Dies ist vergleichbar mit der Flugsicherung in der Luftfahrt.
Die Zentrale in Bremerhaven ist eingebunden in das Sicherheitskonzept Deutsche Küste. Ziel der Überwachung und Regelung des Schiffsverkehrs ist es, Unfälle und Gefahren für menschliches Leben und die Gesundheit zu vermeiden und die Schiffe, deren Ladung und die natürliche Umwelt zu schützen.

## Zuständigkeitsgebiet
Der verantwortete Sektor grenzt im Norden an das Überwachungsgebiet "German Bight Traffic", das von den Kollegen der Verkehrszentrale Wilhelmshaven kontrolliert wird. Dort endet das Verkehrstrennungsgebiet "Terschelling German Bight", eine der beiden Großschifffahrtsstraßen der Nordsee zur Ansteuerung von Weser, Elbe und des Nord-Ostsee-Kanals (Elbe-Weser-Dreieck). In diesem Bereich nördlich der Ostfriesischen Inseln befindet sich außerhalb der Wasserstraßen die Tiefwasserreede als Wartezone in der Deutschen Bucht.
Als Markierung der Zufahrt zur Außenweser liegt rund acht Kilometer nördlich der Insel Wangerooge die Schlüsseltonne, die im Kopf den Bremer Schlüssel zeigt. Das in West-Ost-Richtung verlaufende Fahrwasser „Alte Weser“ gehört zum Überwachungssektor in Bremerhaven. Für die Ansteuerung des Containerhafens Bremerhaven und der Unterweser übernehmen die dortigen Nautiker die Schiffsführung von den Kollegen in Wilhelmshaven.
Das Revier umfasst insgesamt eine Wasserstrecke von rund 107 Kilometer und ist von Brake-Käseburg (Strom-km 36) bis Strom-km 126, etwa 8 km nördlich Wangerooge, radarüberwacht.
Während der Ansteuerung ist die Verkehrszentrale über verschiedene Funkkanäle oder Telefon ansprechbar:
| Sektor Rufname            | Revier                                                         | Arbeitskanal |
| ------------------------- | -------------------------------------------------------------- | ------------ |
| Bremerhaven Weser Traffic | Außenweser ab der Schlüsseltonne bis nördlich der Insel Mellum | 22           |
| Bremerhaven Weser Traffic | Außenweser ab Insel Mellum bis zum Leuchtturm Robbenplate      | 02           |
| Bremerhaven Weser Traffic | Außenweser ab Leuchtturm Robbenplate bis Bremerhaven           | 04           |
| Bremerhaven Weser Traffic | Unterweser ab Bremerhaven bis Brake-Käseburg                   | 21           |

Bei Verlassen des Zuständigkeitsgebiets im Süden werden die geführten Schiffe an die Verkehrszentrale Bremen übergeben.

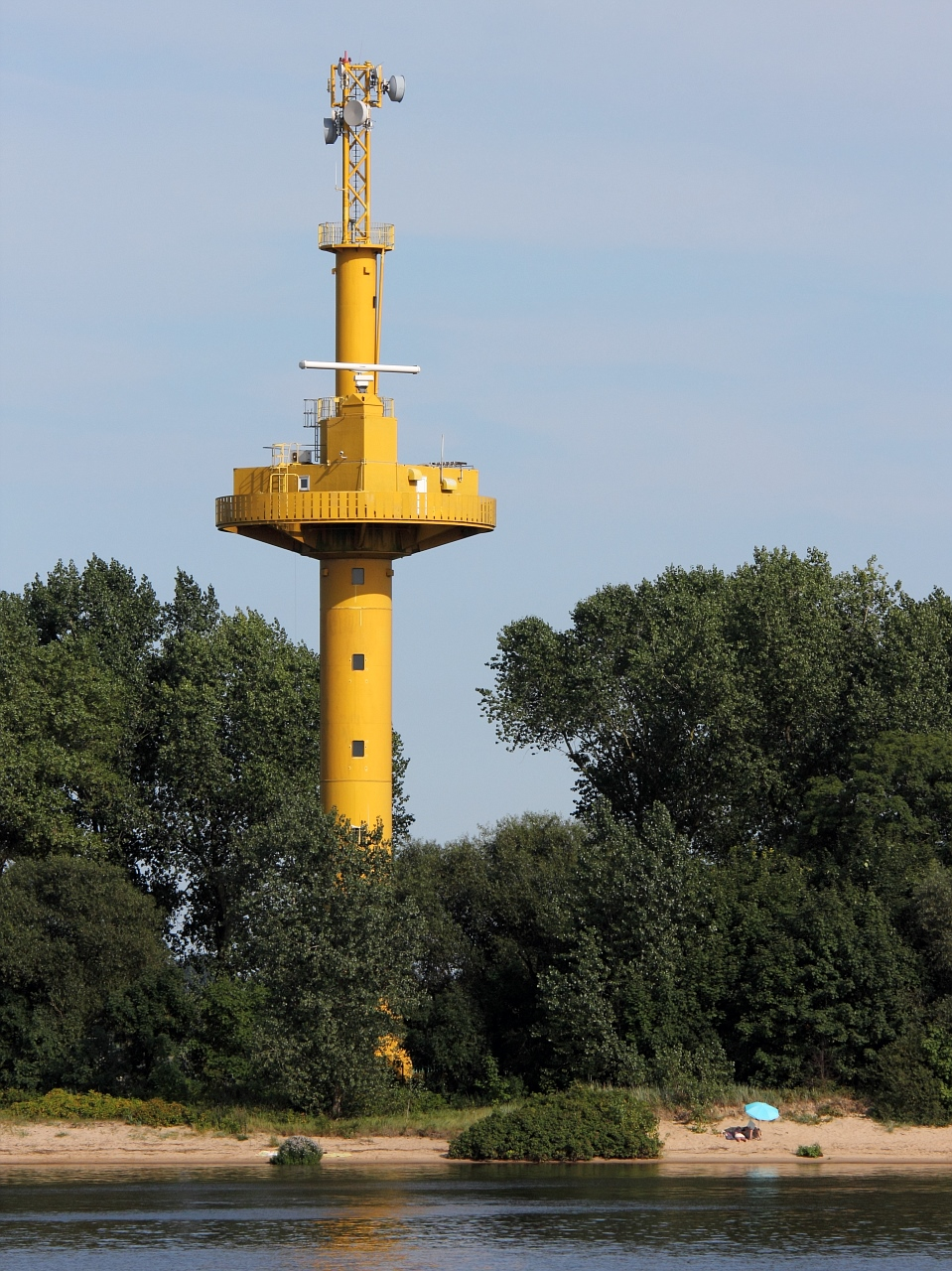
Radarstation Harrier Sand der Verkehrszentrale Bremerhaven

## Technische und personelle Ausstattung
Die Zentrale ist mit modernster Technik ausgestattet und in drei Schichten rund um die Uhr mit einem 'Nautiker vom Dienst' und zwei nautischen Assistenten besetzt. Per Richtfunk werden die Radardaten der Stationen im Revier übertragen, die zusammen mit den AIS-Informationen im VTS-System ein Verkehrslagebild erzeugen, das fortlaufend aktualisiert wird. Wichtigstes Kommunikationsmittel ist der Sprechfunk. Zur Unterstützung der Schiffsführer werden regelmäßig Lagemeldungen herausgegeben, die über die Verhältnisse im Revier Auskunft geben. Weitere Hilfsmittel sind Kamerasysteme, die Daten des Wetterdienstes und die Werte der aktuellen Wasserstände.
Für die Erfassung der Radardaten steht der Verkehrszentrale Bremerhaven eine Kette von acht Radarstationen zur Verfügung. Von See kommend handelt sich dabei um die Anlagen auf den Leuchttürmen Alte Weser und Hohe Weg und die Radartürme Wurster Arm, Tettens (Langlütjen I), Luneplate, Dedesdorf, Sandstedt und Harrier Sand. Bei diesen Radartürmen handelt es sich um in den 1970er Jahren entwickelte Einheitsradarstationen. Sie sind aus einem Stahlrohr gefertigt, besitzen eine Geräteplattform in 30,5 Meter Höhe und einem 23 Meter hohen Antennenträger. Die Plattform hat einen Durchmesser von 13,5 m und trägt vier 20-Fuß-Container mit den Radargeräten, Richtfunk- und Energieversorgungsanlagen sowie Werk- und Unterkunftsraum. Die nächste weseraufwärts stehende Radarstation Elsflether Sand gehört schon zur Verkehrszentrale Bremen. Sie ist wie die noch weiter weseraufwärts stehenden Stationen kleiner konzipiert als die Einheitsradarstationen.